# فرودگاه شهر برلی
فرودگاه شهر برلی (به انگلیسی: Burley Municipal Airport) (به زبان بومی: Burley J R Jack Simplot Airport) یک فرودگاه همگانی بهره‌برداری هوایی با کد یاتا BYI است که یک باند فرود آسفالت دارد و طول باند آن ۱۲۴۸ متر است. این فرودگاه در شهر برگلی، آیداهو کشور ایالات متحده آمریکا قرار دارد و در ارتفاع ۱۲۶۵ متری از سطح دریا واقع شده‌است.